# Jeffrey Tucker
Jeffrey Albert Tucker es un economista, periodista, editor y escritor anarcocapitalista estadounidense asociado a la Escuela austríaca. En la actualidad, es Director de Libery.me, Editor-Jefe de Laissez Faire Books e investigador distinguido de la Foundation for Economic Education. Ha sido vicepresidente editorial del Instituto Ludwig von Mises, un centro de investigaciones austrolibertario. Tucker también es académico adjunto del Mackinac Center for Public Policy, y miembro del profesorado de la Acton University.
Tucker ha compilado una bibliografía anotada de las obras de Henry Hazlitt titulado: Henry Hazlitt: Giant For Liberty, que desde 1995 se encuentra en impresión. Una reseña de la Foundation for Economic Education describe el libro, que "incluye las citas de una novela, obras de crítica literaria, tratados sobre economía y filosofía moral, varios volúmenes editados, alrededor de 16 libros y muchos otros capítulos en libros, más artículos y comentarios" como "un gran elogio de Henry Hazlitt."
Como escritor, Tucker ha contribuido con esfuerzos académicos y ensayos humorísticos para LewRockwell.com, Mises.org y otros sitios. Ejemplos de estos últimos ensayos incluyen su 
defensa de la bebida de la mañana, sus consejos sobre "Cómo vestir como un hombre", su ataque a la crema de afeitar, y su admiración por la rapidez del servicio de corte de pelo. Es un crítico del Grameen Bank que, junto con su fundador Muhammad Yunus, fue galardonado con el Premio Nobel de la Paz en 2006.
Ha escrito, entre otros, para Journal of Libertarian Studies, The Wall Street Journal, The Journal of Commerce, National Review, The Freeman, Catholic World Report, Crisis, Chronicles.
Es autor, además, del libro A Beautiful Anarchy: How to Create Your Own Civilization in the Digital Age, publicado en 2012.
En la parte espiritual, Tucker se convirtió del Bautismo sureño al Catolicismo tradicionalista y es jefe de redacción de Sacred Music.